# 太田和つつじの丘
太田和つつじの丘（おおたわつつじのおか）とは神奈川県横須賀市太田和にある市営の公園である。入園は無料で年中無休。2004年に「太田和緑地」から名称を変更した。
園内にはヤマツツジ、ヒラドツツジ、キリシマツツジなど約5万株のツツジが植栽されていて訪れる人々を楽しませてくれる。毎年4月下旬 - 5月上旬頃に見ごろを迎え「つつじ祭り」も開催される。2010年は4月24日と25日に開催され園芸市が開かれるなどして賑わいをみせた。

## アクセス
- 京急本線横須賀中央駅か横須賀線衣笠駅から京浜急行バス「武山」または「一騎塚」下車。徒歩20分。
- 駐車場はシーズン中（4月1日 - 6月30日）の日中のみ利用できる。収容台数34台、無料。